# Cynewulf von Lindisfarne
Cynewulf von Lindisfarne (auch Cwynewulf; † 783) war von 740 bis 780 ein angelsächsischer Bischof von Lindisfarne.

## Leben
Im Jahr 750 floh Prinz Offa, Sohn des Aldfrith, vor seinen Feinden in die Kathedrale von Lindisfarne ins Kirchenasyl, wurde aber dennoch ergriffen und ermordet. Bischof Cynewulf, der das nicht verhinderte, wurde von König Eadberht von Northumbria zeitweilig in Bamburgh inhaftiert und für abgesetzt erklärt. Das Bistum wurde von Bischof Friothubert von Hexham mitverwaltet, bis Eadberht sich mit Cynewulf versöhnte und ihn wieder in sein Amt einsetzte.
Moderne Historiker sehen in Eadberht den mutmaßlichen Auftraggeber des Mordes an Offa. So wäre Cynewulf prominentes Mitglied einer Verschwörung gegen den König, die Offa zur Krone verhelfen sollte.
Cynewulf legte im Jahr 780 sein Bischofsamt nieder und zog sich in die Einsiedelei auf der Farne-Inseln zurück, wo er 782 oder 783 starb.
Möglicherweise ist er mit dem Dichter Cynewulf identisch, der etwa zur selben Zeit lebte.